# ليون شامروي
ليون شامروي (16 يوليو 1901 - 07 يوليو 1974) مصور سينمائي أمريكي، يحمل الرقم القياسي لأكبر عدد من ترشيحات جوائز الأوسكار للتصوير السينمائي مع تشارلز لانغ، وتقاسم الرقم القياسي بعدد مرات الفوز مع جوزيف روتنبيرغ بأربع مرات بجائزة الأوسكار لأفضل مصور سينمائي، طوال حياته المهنية التي استمرت خمسة عقود، حصل على ثمانية عشر ترشيحًا، من عام 1953 حتى وفاته في عام 1974، تزوج من الممثلة السينمائية ماري أندرسون. كان شامروي عضوًا في الجمعية الأمريكية للمصورين.
في عام 1889 ، جاء والد شامروي الروسي ، واسم عائلته شامروييفسكي ، إلى الولايات المتحدة لزيارة شقيقه ، وهو ثائر فر من الوطن وأصبح طبيباً في الولايات المتحدة ، حيث أحب والد شامروي الولايات المتحدة وقرر البقاء. بعد أن استقر ، حصل على شهادة في الكيمياء من جامعة كولومبيا وافتتح لاحقًا صيدلية.

## جوائز الأوسكار
| عام  | الفليم                        | نتيجة |
| ---- | ----------------------------- | ----- |
| 1938 | The Young in Heart            | رُشِّح   |
| 1940 | Down Argentine Way            | رُشِّح   |
| 1942 | Ten Gentlemen from West Point | رُشِّح   |
| 1942 | البجعة السوداء                | فوز   |
| 1944 | ويلسون                        | فوز   |
| 1945 | اتركها للجنة                  | فوز   |
| 1949 | Prince of Foxes               | رُشِّح   |
| 1951 | داود وبثشبع ‏                  | رُشِّح   |
| 1952 | ثلوج كليمنجارو                | رُشِّح   |
| 1953 | الرداء                        | رُشِّح   |
| 1954 | المصري                        | رُشِّح   |
| 1955 | الحب شيء رائع                 | رُشِّح   |
| 1956 | الملك وأنا                    | رُشِّح   |
| 1958 | جنوب المحيط الهادىء           | رُشِّح   |
| 1959 | بورجي وبيس                    | رُشِّح   |
| 1963 | كليوباترا                     | فوز   |
| 1963 | الكاردينال                    | رُشِّح   |
| 1965 | The Agony and the Ecstasy     | رُشِّح   |

## روابط خارجية
- ليون شامروي في قاعدة بيانات الأفلام على الإنترنت
- ليون شامروي على موقع فايند أغريف